# Алфимов, Олег Владимирович
Олег Владимирович Алфимов (9 января 1969) — советский и российский футболист, защитник.
Воспитанник футбольной школы «Нефтяник» Омск, первый тренер И. В. Герасимов. В первенстве СССР играл в команде второй низшей лиги «Металлист» Петропавловск (1990—1991, 60 матчей, семь голов). В первенстве России выступал в первой (1992—1995, 1997—1998) и второй (1996) лигах за «Иртыш» Омск — 173 матча, 6 мячей. Профессиональную карьеру завершил в 1999 году, когда в чемпионате Казахстана сыграл два матча в составе «Жениса» Астана. В дальнейшем играл за любительские клубы Омска «Нефтяник» и «Авангард».